# Abigail Washburn
Abigail Washburn (Evanston, 10 novembre 1977) è una cantante e suonatrice di banjo statunitense.
Suona il banjo clawhammer. Suona e produce i suoi dischi da solista, e anche con i gruppi old time Uncle Earl e Sparrow Quartet.

## Biografia
Abigail Washburn è una cantautrice e suonatrice di banjo della scena di Nashville.

## Discografia parziale
- Song of the Traveling Daughter - Abigail Washburn, 2005 Nettwerk Productions
- The Sparrow Quartet - EP - Abigail Washburn, 2006 Nettwerk Productions
- City of Refuge - Abigail Washburn, 2010 Rounder/Concord
- Béla Fleck & Abigail Washburn, 2014 Rounder/Concord - Grammy Award al miglior album folk 2016